# Wilhelm Behncke (Landrat)
Wilhelm Ludwig Georg Behncke (* 8. Januar 1858 in Kiel; † Juni 1928 ebenda) war ein deutscher Verwaltungsbeamter.

## Leben
Wilhelm Behncke studierte an der Eberhard Karls Universität Tübingen Rechtswissenschaft. 1879 wurde er Mitglied des Corps Suevia Tübingen. Nach dem Studium trat er in den preußischen Staatsdienst. 1887 legte er das Regierungsassessor-Examen bei der Regierung in Potsdam ab. Von 1892 bis 1919 war er Landrat des Kreises Norderdithmarschen. Zuletzt bis zu seinem Tod 1928 lebte er in Kiel.